# Lázár János (politikus)
Lázár János (Hódmezővásárhely, 1975. február 19. –) magyar politikus, jogász, a harmadik Orbán-kormány Miniszterelnökséget vezető minisztere és az ötödik Orbán-kormány építési és beruházási minisztere, majd építési és közlekedési minisztere. 2002 óta a Fidesz országgyűlési képviselője, 2002 és 2012 között Hódmezővásárhely polgármestere, 2010 és 2012 között a Fidesz parlamenti frakcióvezetője, 2012-től 2014-ig a Miniszterelnökséget vezető államtitkár, azt követően 2018-ig miniszter, majd 4 év kihagyás után 2022-től ismét miniszter.
2018. augusztus 15-étől a nemdohányzók védelméért felelős miniszterelnöki biztos. A mezőhegyesi Nemzeti Ménesbirtok és Tangazdaság Zrt. által ellátott állami feladatok koordinálásáért felelős kormánybiztos. A Befolyás-barométer szerint 2024-ben ő volt Magyarország 8. legbefolyásosabb személye.
Politikai pályafutását több ellentmondás is kísérte: hódmezővásárhelyi polgármestersége idején az önkormányzat jelentős eladósodást halmozott fel, amit később az állam konszolidált. A Miniszterelnökséget vezető miniszterként kulcsszerepet játszott a központosított államigazgatási modell kialakításában, amelyet egyes szakértők túlzottan bürokratikusnak és átláthatatlannak tartanak. Nevéhez fűződik a dohánykereskedelem átalakítása is, amelyet kritikusai a trafikmutyi egyik központi elemének tekintenek.

## Tanulmányai
Középiskolai tanulmányait 1989–1993 között a hódmezővásárhelyi Bethlen Gábor Református Gimnáziumban végezte. 1993–1999 között elvégezte a szegedi József Attila Tudományegyetem jogi karát. Németül középfokon, angolul társalgási szinten beszél.

## Pályafutása
Egyetemi tanulmányai mellett 1995-től a hódmezővásárhelyi polgármesteri hivatal jegyzői irodájának volt gyakornoka. 1997 és 1999 között Rapcsák András polgármester személyi titkáraként tevékenykedett. 1998-ban az országgyűlési képviselői és a polgármesteri kampányok egyik szervezője volt. Ugyanebben az évben a Páneurópai Unió hódmezővásárhelyi szervezetének ügyvezető titkára lett. 1999–2000-ben az Országgyűlés Hivatalának alkalmazásában a képviselő-polgármester parlamenti titkára volt.

## A politikában
2000-ben belépett a Fidesz – Magyar Polgári Pártba. 2002-től a Magyar Kereszténydemokrata Szövetségben is tag lett.
A 2000. december 3-ai időközi önkormányzati és polgármester-választáson újra kampányfőnök volt, majd az ismét megválasztott polgármester politikai tanácsadója lett. Közvetlen irányítása alá tartoztak a titkársági, a kulturális és művészeti, a városmarketinggel kapcsolatos média- és oktatási ügyek, valamint a stratégiai várostervezési csoport.
Rapcsák András 2002. február 3-ai halála után lett a Fidesz hódmezővásárhelyi (Csongrád 6. vk.) országgyűlési képviselőjelöltje; 2002. április 7-én, az első fordulóban bejutott az Országgyűlésbe. Az Országgyűlés alakuló ülésén jegyzővé választották. 2002. október 20-án Hódmezővásárhely polgármestere lett.
2003 júliusától a Megyei Jogú Városok Szövetségének javaslata alapján az Európai Unió Régiók Bizottsága megfigyelő póttagja, majd Magyarország 2004. májusi EU-csatlakozásától póttagja lett, de e tisztségéről egyéb elfoglaltságai miatt 2004 szeptemberében lemondott. Ugyanez év október elején parlamenti jegyzőségéről is lemondott. 2004 októberétől novemberéig a Parlament Szociális és családügyi, novembertől a Kulturális és sajtóbizottság tagja volt.
A 2006. évi országgyűlési választásokon Csongrád megye 6. választókerületében egyéni mandátumot szerzett, majd ősszel, az önkormányzati választásokon Hódmezővásárhelyen ismét polgármesterré választották. 2006–2010 között az Országgyűlés Honvédelmi és rendészeti bizottságának elnöke volt.
A 2010. évi országgyűlési választásokon ismét az első fordulóban szerezte meg az egyéni mandátumot Csongrád megye 6. választókerületében. Május 5-én a Fidesz-frakció vezetőjének választották.
2012-től a miniszterelnökséget vezető államtitkár. 2018. április 20-án bejelentette, hogy befejezte a munkát a Miniszterelnökség élén, és a jövőben nem akar kormánytag lenni.
2012. szeptember 1-től a külföldi hírszerzéssel foglalkozó Információs Hivatal irányítása is a hatáskörébe tartozott.
2012-ben fogadta el az Országgyűlés az általa beterjesztett trafiktörvényt, melynek következtében állami monopólium alá került a dohánykereskedelem, dohánytermékeket kizárólag a Nemzeti dohányboltokban lehet árulni, melyek 2013. július 1-jétől nyitottak meg. Időről időre felmerül, hogy hasonló bolthálózatot alakítsanak ki az alkoholos italok kereskedelméhez is annak érdekében, hogy csökkentsék a magyarországi alkoholfogyasztás mértékét és az alkoholfogyasztás káros hatásai által okozott társadalmi károkat. Ennek mintája a Svédországban működő Systembolaget-italbolthálózat lenne.
2018-tól kezdve a Magyar Országgyűlés Mezőgazdasági Bizottságának tagja.
2020-tól a Nemzeti Összetartozás Bizottság tagja.
2022-ben az országgyűlési választásokon egyéni mandátumot szerzett Csongrád-Csanád 4.sz. egyéni választókerületben, így újra bejutott az Országgyűlésbe. A választások után bejelentették, hogy az ötödik Orbán-kormány építési és beruházási minisztere lesz. A Palkovics László miniszteri lemondását (2022. november) követő kormányzati szerkezetátalakítást követően tárcája profilja bővült 2022. december 1-jén, így annak neve is módosult, melynek eredményeként építési és közlekedési miniszter lett.

## Társadalmi tevékenysége
1999-től az Egységes Hódmezővásárhelyért Egyesület ügyvezető titkára. 2001–2006 között a Hódtáv Úszó SC elnöke volt. 2003-tól a Gorzsai Mezőgazdasági Rt. igazgatótanácsi tagja. 2006-tól a Hódmezővásárhelyi Ótemplomi Református Egyházközség presbitere.
2020 júliusában – egyedüli indulóként – megválasztották a Magyar Teniszszövetség elnökének.

## Konfliktusok személye körül
- 2011 elején több újság is közölte, hogy Lázár szolgálati luxusautójának (Audi S8) bérlése havonta 5-600 ezer forintba kerül, ezt fele részben a Fidesz, fele részben a városi önkormányzat állja.[17] Lázár a történtek hatására úgy döntött, megválik az autótól.[18] Később az is napvilágot látott, hogy Lázár tudtával szereltek fel az autóra egy úgynevezett lézerblokkolót, amely alkalmas volt arra, hogy a rendőrségi traffipaxokat és radarokat blokkolja. Lázár állítása szerint a következő autóján már nem lesz lézerblokkoló.[19]
- 2011 márciusában egy videófelvétel látott napvilágot, amely szerint Lázár hódmezővásárhelyi polgármesterként még 2008-ban azt mondta a képviselőülés előtt, hogy akinek „nincs semmije, az annyit is ér.” Hozzátette, fia, Lázár János Boldizsár „jó partinak” fog számítani a hódmezővásárhelyi lányos anyák körében.[20] Lázár később bocsánatot kért, amiért akaratán kívül megbánthatott bárkit is a szerinte félreértelmezett szavaiért, ugyanakkor kijelentette, hogy ő a megélhetési politikusokra vonatkoztatta ezt a kijelentését, és nem a szegény emberekre.[21] Az ügyben indított rágalmazási perben első fokon Lázárnak adtak igazat, a bíróság pedig kimondta, hogy a felvétel hamisítvány.[22]
- 2013 nyarán Csányi Sándor, az OTP Bank elnök-vezérigazgatója polgárjogi és büntetőfeljelentést tett Lázár ellen, miután „az ország első számú uzsorásának” nevezte őt azt követően, hogy a bankvezér a trafikbotrány kapcsán azt mondta a politikusról, hogy úgy hallja „egy tehetséges ember, lám, a trafikügyet is milyen sikeresen elintézte”.[23] Lázár még ezt megelőzően „polipnak” nevezte Csányit, főleg az OTP devizahitelezésben nyújtott szerepe és a gazdasági érdekeltségei miatt.[24]
- 2014 májusában az Origo internetes újság cikksorozatából derült ki, hogy Lázár és két kollégája több külföldi utazást tett állami költségen, amelyek során hét éjszaka alatt körülbelül kétmillió forint közpénzt költöttek el szállodákban.[25][26] Lázárt a sajtó és az ellenzéki pártok is sorra kérdőre vonták az utazások elszámolása és célja kapcsán.[27] A politikus végül kétmillió forintot fizetett vissza a költségvetésnek. Ezt követően a botrányt kirobbantó Origo főszerkesztője, Sáling Gergő váratlanul távozott állásából június 2-án. Noha a főszerkesztő megbízása hivatalosan „közös megegyezéssel” ért véget, a sajtóban elterjedt vélekedés szerint a főszerkesztőt Lázár János nyomására kirúgták állásából.[28][29] A feltételezett politikai bosszú miatt Budapesten tüntetésre került sor.[30] Az Origó szerkesztősége jelezte, hogy a kialakult helyzetben nem tudják elképzelni a munka folytatását, majd az internetes újság több vezetője, illetve politikai és videó rovatának munkatársai is felmondtak.[31]
- A 2014-es parlamenti választások után támadást indított a Norvég Civil Alap működéséért felelős civil szervezetek ellen, politikai elfogultsággal vádolva azokat. Támadásának célja az volt, hogy az Izland, Liechtenstein és Norvégia által felajánlott fejlesztési pénzeket teljes egészében a magyar kormány által kijelölt szervezetek oszthassák szét. A diplomáciai botránnyá terebélyesedő lépés miatt – és a kormány egyéb, az alapokhoz kötődő egyoldalú lépéseinek eredményeként – az alapok működését a finanszírozó országok felfüggesztették.

- 2014 decemberében az RTL Klub híradója kiderítette, Lázár János 10 éves kisfiának nevén van egy 60-70 millió forintra taksált 120 négyzetméteres svábhegyi lakás, illetve szőlőbirtok is a Tokaj-hegyalján fekvő Mádon. Lázár azt mondta, hogy „megtakarításból, hitelből és családi összefogásból” vették a luxusingatlant.[32]
- 2018. március 6-án egy videófelvételt tett közzé a hivatalos Facebook-oldalán. A videóban azt állítja egy bécsi utcán állva, bevándorló járókelők közt, hogy a városrészt ellepték a bevándorlók, és azóta bűnözés, elszegényedés és piszok jellemzi, a helyiek közül pedig senki nem beszél németül.[33] A felvételt a Facebook már másnap eltávolította, amit Lázár a szólásszabadsága megsértéseként fogott fel.[34] A felvétel széles körben felháborodást váltott ki, német nyelvű újságok is cikkeztek róla.[35] A 24.hu hírportál több bécsivel beszélt, közte a Lázár videójában is feltűnő idősebb szikh úrral. Minden megszólaló valótlannak minősítette Lázár állításait. Ráadásul az interjúalanyok német nyelven nyilatkoztak, ami egyértelművé tette, hogy Lázár állítása nem felelt meg a valóságnak.[36] A Facebook néhány órán belül ismét elérhetővé tette a videót.[37] Két évvel később, mikor Bécsben muszlim terrortámadás történt, kifejezte együttérzését az ott élőkkel.[38][39]
- A politikus vagyonnyilatkozata szerint 2023-ban 24 hektárnyi földet vásárolt. Tulajdonában állt, vagy haszonélvezője volt számos ingatlannak. A batidai vadászkastély 2024 decemberében került be a hírekbe, mert a Magyar Kétfarkú Kutya Párt egy aktivistája felfestette odavezető útra, hogy „Nernia – Lázár kastélya”, és egy nyilat, hogy merre van.[40] A batidai vadászház körüli földeket Lázár megvásárolta. A vadászháznak 40 százalékban tulajdonosa, illetve Lázár Jánosnak 40 százalékos tulajdonrésze van a batidai vadászkastélyt üzemeltető Grosswiese Zrt.-ben.[41] A kastélyhoz vezető utat több mint 3 milliárd forint közpénzből újították fel, amely a hírekben is többször szerepelt. [42] Lázár János 2021-ben 57 millió forint értékben vásárolt földet Hódmezővásárhely külterületén. Ennek közelében található a miniszter résztulajdonában lévő batidai vadászkastély. A miniszter 2024-ben a batidai vadászkastélyból kívánt boldog adventet, a fotókat a Facebook-oldalára is feltöltötte.[43] Lázár János a szóban forgó vadászkastéllyal kapcsolatban elismerte, hogy van benne tulajdonrésze, de azt nem lakóhelyként, hanem kapcsolatépítésre használja. Szerinte „annak a háznak nem a tulajdoni lapja, hanem a vendégkönyve lenne az érdekes.”[44]
- 2025. március végén egy kisvárdai utcafórumon a miniszter kifejtette, hogy „Nekem személyesen teljes egészében elegem van a luxizásból, a repülőzésből, a jachtozásból és az egészből, amit néhány ember ebben az országban a megteremtett lehetőségből csinál. A Fidesz nevében azt várjuk el, hogy ezt minél hamarabb hagyják abba, mert ezzel szégyent hoznak az egész közösségünkre” Továbbá kijelentette, nemcsak poloskák vannak Magyarországon, hanem kullancsok is. „A kullancsokat is ki kell söpörni, és a poloskákat meg ideje volna lesöpörni magunkról” – mondta. Orbán Viktor miniszterelnökkel kapcsolatban pedig úgy nyilatkozott, hogy ugyanúgy él, mint 25 éve. „Nincs több cipője, nincs több ingje, nincs több autója”.[45] Magyar Péter politikus reakciója a miniszter kijelentésére az volt, hogy Lázár János, a NER feketeöves közpénz vámpírja, nem szereti a kullancsokat, hiszen azok konkurenciát jelenthetnek számára. Magyar Péter a posztjában feltette a kérdést, miszerint "Honnan a tízmilliárdok, gróf úr?" [46]

## Családja
Nős, felesége Lázárné Megyeri Zita (1977. október 5.) német és magyar szakos tanár. Gyermekei: Lázár János Boldizsár (2004) és Lázár Zsigmond Bertalan (2009).